# Tmesisternus quadripustulatus
Tmesisternus quadripustulatus là một loài bọ cánh cứng trong họ Cerambycidae.